# 藤岡ちさ
藤岡 ちさ（ふじおか ちさ、1977年 - ）は、日本の画家、イラストレーター。
もっぱらリスをモチーフとした作品で知られる。
おもにアクリルガッシュや透明水彩を用いて作品を制作しており、絵の具はあまり混ぜずに多くの種類を用いているという。

## 経歴
広島県生まれ。2000年に女子美術大学芸術学部絵画学科洋画専攻を卒業した。
大学在学中、当時はレストランだった西光亭で、アルバイトのホール係として勤務していた藤岡は、卒業に際して店の経営者である佐野和子に葉書大のリスの絵を贈った。これがきっかけとなり、その後2001年に西光亭がクッキーの製造販売を開始したときに、パッケージのデザインを依頼された。「くるみのクッキーだから、リスだろう」と着想した藤岡は、以降様々なリスが登場するパッケージのイラストを提供するようになり、その数は、2013年当時で200点以上、2016年当時で250点以上、後には300点以上に達した。
西光亭のクッキーが広く知られるようになると、藤岡のデザインしたパッケージも、そのレトロな作風が注目されるようになった。
2021年秋からは、サイゼリヤのメニューのイラストレーションを手がけるようになった。

## 人物
- 画家として生計を立てられるようになる前には、日本料理店で修行しており、ふぐ調理師の免許を保有している[1]。
- 姉は写真集『川はゆく』などで知られる写真家の藤岡亜弥[1]。

## おもな著作
- （絵本）りすたちのはるなつあきふゆ、赤々舎、2012年[8]
- 西光亭りすたちのふせんBOOK、宝島社、2013年[9]
- （絵本）リリーとナッツゆきのクリスマス、佼成出版社、2018年[10]